# Кварђенте (Виченца)
Кварђенте је насеље у Италији у округу Виченца, региону Венето.
Према процени из 2011. у насељу је живело 64 становника. Насеље се налази на надморској висини од 16 м.